# Stavanger-Erklärung
Die Stavanger-Erklärung zur Zukunft des Lesens befasst sich mit dem Einfluss von Digitalisierung auf Lesepraktiken. Sie fasst die Ergebnisse von Forschungsprojekten zusammen, die Mitglieder der europäischen Forschungsinitiative Evolution of Reading in the Age of Digitisation (E-READ) innerhalb eines vierjährigen Zeitraums durchführten und auf einer Konferenz im norwegischen Stavanger diskutierten. Die Erklärung wurde am 22. Januar 2019 in der Frankfurter Allgemeinen Zeitung veröffentlicht und von mehr als 130 Wissenschaftlern unterzeichnet.

## Inhalt der Erklärung
Die Stavanger Erklärung enthält Befunde, Empfehlungen und Forschungsfragen „zur Zukunft des Lesens“.

### Befunde
- Menschen lernen und lesen auf unterschiedliche Art und Weise unterschiedlich gut. Digitale Textpräsentation lasse sich auf individuelle Bedürfnisse einstellen[2] und komme diesem Umstand entgegen.
- Beim Bildschirmlesen würden Leser ihre Verständnisfähigkeiten überschätzen, was insbesondere unter Druck zu Konzentrationsabnahme und Überfliegen der Texte führe.
- Das Verständnis von „langen Informationstexten“ (aber nicht von narrativen Texten) sei beim Lesen von gedruckten Texten besser als beim Bildschirmlesen. In den letzten Jahren sei dieser Unterschied noch deutlicher geworden.

### Empfehlungen
- Faktoren, die das Textverständnis beim Print- und Bildschirmlesen beeinflussen, sollen empirisch erforscht werden. Interdisziplinär solle an digitalen Lernmaterialien geforscht werden.
- Schüler und Studenten sollen beim „tiefen Lesen“ digitaler Texte unterstützt werden. Printbücher sollen weiterhin in Schulen beworben und zur Verfügung gestellt werden.
- Digitaler Lesemedieneinsatz solle bedacht geschehen, von passenden (ggf. zu entwickelnden) digitalen Werkzeugen unterstützt und empirisch evaluiert werden.

### Forschungsfragen
- In welchen Bereichen, bei welchen Lesern, ist welches Medium am geeignetsten und sollte gefördert werden?
- Wird das Überfliegen bei Bildschirmtexten zum „Standardmodus“ und übertragen auf Printtexte? Fördert Selbstüberschätzung beim digitalen Lesen Anfälligkeiten für Fake News?
- Wie kann „tiefes Lesen“ und Textverständnis generell gefördert werden, wie gezielt beim Bildschirmlesen?

## Evolution of Reading in the Age of Digitisation (E-READ)
Die Stavanger-Erklärung wurde von der Forschungsinitiative Evolution of Reading in the Age of Digitisation (E-READ) verfasst. Diese wird durch den europäischen Forschungsförderungsrahmen COST finanziert, untersucht den Einfluss von Digitalisierung auf Lesepraktiken, und versammelt fast 200 Wissenschaftler unterschiedlicher Disziplinen.

## Rezeption
Die Stavanger-Erklärung wurde kontrovers rezipiert.
Fürsprecher des gedruckten Buchs fokussierten sich insbesondere auf den Teil der Studie, der herausstellt, „dass Papier weiterhin das bevorzugte Lesemedium für einzelne längere Texte bleiben wird, vor allem, wenn es um ein tieferes Verständnis der Texte und um das Behalten geht“. So sieht beispielsweise auch Jonathan Beck, Verleger von C. H. Beck, hauptsächlich, dass die Stavanger-Erklärung „den Vorteil des gedruckten Buchs ein weiteres Mal unterstreicht“.
Der Mathematiker Jörn Loviscach kritisiert methodische Ungenauigkeiten: Die der Erklärung zu Grunde liegende Metastudie „Don't throw away your printed books: A meta-analysis on the effects of reading media on reading comprehension“ sei in der Erklärung nicht zitiert worden, von 171.055 Teilnehmern dieser Metastudie kämen 154.577 aus der neuseeländischen Studie „Mode equivalency in PAT: Reading Comprehension“. Diese Studie sei ohne Peer-Review veröffentlicht worden und auf die Frage, ob die Einteilung der Teilnehmer nach Lesemedium (Papier/Bildschirm) zufällig getroffen wurde, habe er keine Antwort erhalten.